# Corticométrie
La corticométrie est une méthode qui consiste à utiliser l'épaisseur des cortex de météorisation comme moyen de datation relative ou calibrée de surfaces meubles telles que moraines, terrasses fluvio-glaciaires et autres dépôts grossiers.